# 傑氏原杜父魚
傑氏原杜父魚（學名：Procottus jeittelesii），為輻鰭魚綱鮋形目杜父魚亞目淵杜父魚科的其中一種，為淡水魚類，分布於俄羅斯貝加爾湖流域，棲息深度0-140公尺，體長可達28公分，棲息在沿岸岩石底質底層水域，生活習性不明。